# Klaus-Dieter Bieler
Klaus-Dieter Bieler (ur. 5 stycznia 1949 w Brunszwiku) – niemiecki lekkoatleta, sprinter, medalista mistrzostw Europy w 1974. W czasie swojej kariery reprezentował Republikę Federalną Niemiec.
Zdobył brązowy medal w biegu na 100 metrów na mistrzostwach Europy w 1974 w Rzymie, przegrywając jedynie z Wałerijem Borzowem ze Związku Radzieckiego i Pietro Menneą z Włoch. Na tych samym mistrzostwach wystąpił w sztafecie 4 × 100 metrów, ale sztafeta RFN została zdyskwalifikowana w biegu eliminacyjnym.
Odpadł w ćwierćfinale biegu na 100 metrów i w półfinale sztafety 4 × 100 metrów na igrzyskach olimpijskich w 1976 w Montrealu.
Bieler był mistrzem RFN w sztafecie 4 × 100 metrów w 1973, 1974 i 1976 oraz brązowym medalistą w biegu na 100 metrów w 1974 i w biegu na 200 metrów w 1977. W hali był wicemistrzem w biegu na 60 metrów w 1976 oraz w biegu na 200 metrów w 1973.